# Altetopfstraße 22 (Quedlinburg)

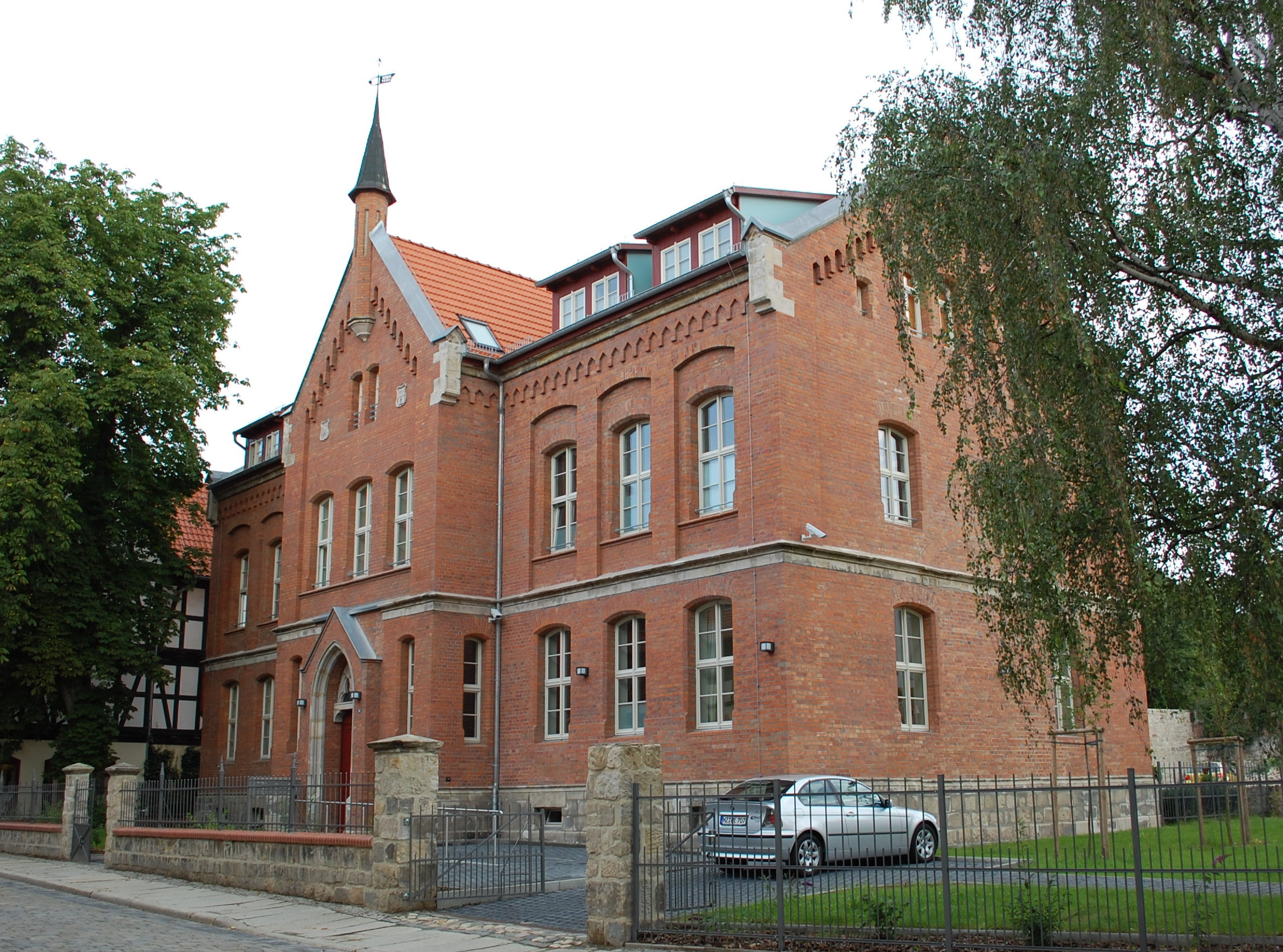
Ehemalige Pestalozzischule

Das Haus Altetopfstraße 22 ist ein denkmalgeschütztes Gebäude in der Stadt Quedlinburg in Sachsen-Anhalt. In dem jetzt als Wohngebäude genutzten Haus war in der Vergangenheit eine Städtische Hilfsschule und später die Pestalozzischule untergebracht.

## Lage
Das Gebäude befindet sich südlich der historischen Quedlinburger Altstadt. Es ist im Quedlinburger Denkmalverzeichnis eingetragen.

## Architektur und Geschichte

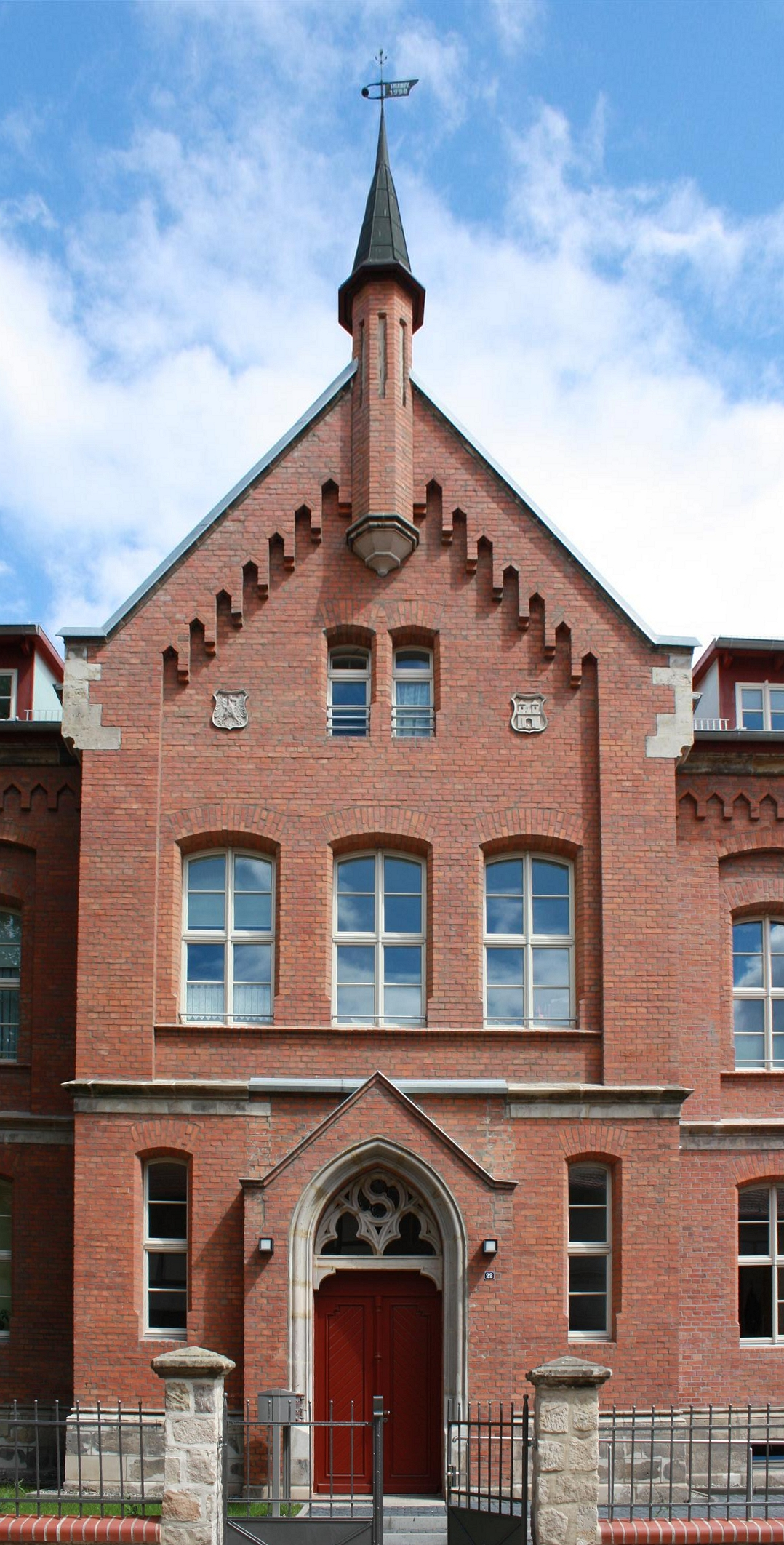
Mittelrisalit

Das Schulgebäude entstand im Jahr 1903 als massiver schlichter Ziegelbau. Die symmetrische Fassade wird von einem Mittelrisaliten beherrscht. Es finden sich Verzierungen im Stil der Neogotik, so ein Maßwerkportal, Gesimse und Bogenfries. Insgesamt erinnert der Bau an die Typenschulbauten aus der Mitte des 19. Jahrhunderts.
Das Grundstück ist von einer gusseisernen Umzäunung umgeben.
Anfang des 21. Jahrhunderts wurde das Gebäude zum Wohnhaus umgebaut.